# Pralbønne
Pralbønnen (Phaseolus coccineus) er en er plante i ærteblomst-familien. Navnet hentyder til plantens enorme størrelse sammenlignet med andre bønnearter. Den klatrende stængel kan blive op til syv meter lang
.
Den har røde eller sjældent hvide blomster. 
Plantens bønner og bælge indeholder som andre bønner det giftige protein phasin, der er en fællesbetegnelse for en gruppe af lektiner. Af den grund skal bønnen koges, inden den spises.
| Portal | Portal:Botanik |